# Lettertaal
Lettertaal is een soort geheimtaal, waarin woorden volgens een vast procedé onherkenbaar zijn gemaakt. Mogelijke manieren zijn het verplaatsen van elke beginklank naar het einde van het woord of het aan elk woord van de zin op een vaste plek toevoegen van steeds hetzelfde element (foneem of lettergreep). Het zinnetje Ga je mee kan zo bijvoorbeeld worden vervormd tot Gadie jadie madie. Ook combinaties van deze verschillende manieren van vervormen zijn mogelijk. Gaat gij mee kan zo bijvoorbeeld veranderen in Aatgas ijgas eemas. Bij langere woorden wordt dezelfde lettergreep soms zelfs meerdere keren in hetzelfde woord ingevoegd, vaak in combinatie met andere vervormingsmethoden, waardoor huisdeur bijvoorbeeld verandert in uishaseurdas. 
De zogeheten P-taal is een veel voorkomende vorm van lettertaal.
Lettertaal is in de 20e eeuw onder meer onderzocht door Jacobus van Ginneken.

## Functie
Lettertaal kan soms bedoeld zijn als een manier van coderen, een vorm van steganografie. Het verschijnsel doet zich daarnaast geregeld voor in de kindertaal, waarbij het over het algemeen als spel bedoeld is. 